# Donosari (Sruweng)
Donosari is een bestuurslaag in het regentschap Kebumen van de provincie Midden-Java, Indonesië. Donosari telt 1865 inwoners (volkstelling 2010).